# Adriana da Silva
Adriana da Silva, född 22 juli 1981, är en friidrottare från Brasilien. Hon deltog vid olympiska sommarspelen 2012 och olympiska sommarspelen 2016.